# خانه اکرمیان
خانه اکرمیان مربوط به اواخر دوره قاجار است و در آران و بیدگل، خیابان ولی عصر، محله سرکوچه دراز، جنب مسجد ملا شکرا واقع شده و این اثر در تاریخ ۲۰ اردیبهشت ۱۳۸۶ با شمارهٔ ثبت ۱۹۰۴۱ به‌عنوان یکی از آثار ملی ایران به ثبت رسیده است.